# راشد بن سعود بن راشد المعلا
راشد بن سعود بن راشد المعلا (مواليد 7 أغسطس 1988-)، ولي عهد إمارة أم القيوين في دولة الإمارات العربية المتحدة. تولى منصب ولاية العهد في 13 يناير 2009 وذلك بعد أيام من تولي والده الشيخ سعود بن راشد المعلا حكم الإمارة.

## حياته
ولد الشيخ راشد في مدينة أم القيوين، التحق بالجامعة الامريكية بالشارقة حيث تخصص في دراسة العلاقات الدولية وتخرج فيها عام 2011م. 

### ولاية العهد
في 2 يناير 2009 توفي جده الشيخ راشد بن أحمد المعلا، فتولّى والده الشيخ سعود بن راشد المعلا مقاليد الحكم في إمارة أم القيوين وأصدر في 13 يناير 2009 م مرسوما يعين بموجبه الشيخ راشد ولي عهد إمارة أم القيوين.

### المجلس التنفيذي
في 11 يوليو 2011 أصدر الشيخ سعود بن راشد المعلا حاكم أم القيوين مرسوما بتعيين الشيخ راشد رئيسا للمجلس التنفيذي، حيث يبذل جهودا كبيرة في متابعة تطوير العمل في كافة مناحي الحياة بإمارة أم القيوين والنهوض بالخدمات التي تقدمها جميع الدوائر للمواطنين والمقيمين.